# Somnambulisme tecnològic
Langdon Winner, científic i tecnòleg nascut el 1944, és la persona que introdueix el concepte de somnambulisme tecnològic. Segons Winner, el somnambulisme tecnològic es refereix a la relació que tenim amb la tecnologia actualment, ja que ens envolta i no som conscients de la nostra dependència envers els artefactes tecnològics. L'esser humà sempre ha cregut i ha confiat en la tecnologia que ha anat apareixent al llarg dels segles, creient que aportaria un plus a la seva vida, és a dir, que milloraria el benestar de la societat. Per entendre millor aquest concepte ens podem remuntar al segle xx, on “habitualment ja es dona per sabut que els únics mitjans confiables per tal de millorar la condició humana provenen de màquines, tècniques i productes químics”, tal com esmenta el mateix Winner.
El terme somnambulisme tecnològic apareix en el llibre " La Ballena y el Reactor " i fa referència, en el seu capítol dedicat a aquest aspecte, als possibles interessos sobre la tecnologia i els divideix alhora en dues categories bàsiques: “fer i utilitzar”. La primera esta relacionada amb els enginyers, tècnics i d'altres que poden estar influenciats de vegades, per elements o pressions externes. Per altra banda, hi ha els que s'interessen pels seus usos i són els que la posen en pràctica com s'esmenta en el text, és a dir, els usuaris. Existeix però una relació entre ambdues, ja que la tecnologies modifiquen l'activitat humana i el seu significat.
Tal com esmenta l'autor a mode d'exemple “la introducció d'un robot en un lloc de treball industrial no només augmenta la productivitat, sinó que sovint modifica de forma radical el procés de producció, redefinint el significat de «treball» en aquest lloc”. Així doncs observarem com això té una gran influència en les condicions de la vida social i moral dels éssers humans i ens adonem del significat funcional que se li atorga a la tecnologia sense pensar en els canvis estructurals que aquestes transformacions tecnològiques produeixen i impliquen.
Actualment se segueix sense prestar atenció a aquests canvis, i se segueix pensant que tota millora serà un benefici per a la societat, sense considerar els “efectes col·laterals” o les “conseqüències secundàries” d'aquests canvis. Una clara mostra d'aquesta ceguesa social del significat d'aquests canvis s'exposa també en el llibre en un exemple sobre l'automòbil. Se sap que l'automòbil ha modificat la nostra manera de desplaçar-nos, però no podem dir que únicament hagi modificat aquest aspecte vital sinó que alhora, la seva aparició, també ha modificat les nostres relacions socials i els nostres hàbits.
Però que passa quan la tecnologia falla? És llavors quan ens n'adonem realment d'aquest somnambulisme, d'aquesta dependència que no concebem mentre la tecnologia funciona sense cap mena de problema, quan l'única cosa que percebem són millores cap a la societat.
Winner conclou l'apartat amb aquesta reflexió: “Segons el meu punt de vista, una noció més reveladora és la de <<somnambulisme tecnològic>>, ja que l'interessant enigma dels nostres temps es que caminem somnàmbuls de bon grat a través del procés de reconstrucció de les condicions de l'existència humana”.

## Altres fonts d'informació
1. Eduard Aibar Puentes, Miquel Domènech i Argemí, Daniel López Gómez, Francisco Javier Tirado Serrano. (2010). Ciència i tecnologia a la societat contemporània. Barcelona: UOC.